# Elezioni regionali in Puglia del 2020
Le elezioni regionali italiane del 2020 in Puglia si sono tenute il 20 e 21 settembre 2020. La consultazione elettorale era inizialmente prevista tra marzo e giugno ma è stata rinviata a causa della pandemia di COVID-19 in base al decreto-legge 20 aprile 2020, n. 26; lo stesso decreto ha disposto una proroga di tre mesi per il Presidente e il Consiglio regionale.

## Legge elettorale
La legge elettorale è stabilita dalla Legge Regionale n. 7/2015. Il consiglio regionale è composto da 50 consiglieri, più il presidente; I primi 23 seggi vengono ripartiti a livello circoscrizionale e i restanti 27 a livello di collegio unico regionale. La legge prevede un unico turno, con voto di lista, la possibilità di esprimere due preferenze di genere diverso all'interno della lista prescelta, e voto per il candidato presidente, su un'unica scheda. È possibile votare per una lista e per un candidato presidente non collegati fra loro ("voto disgiunto").
È eletto Presidente della Regione il candidato che ottiene la maggioranza (anche solo relativa) dei voti. Alle liste collegate al presidente eletto viene eventualmente assegnato un premio di maggioranza nella seguente misura: almeno 29 seggi nel caso il presidente eletto abbia ottenuto una percentuale di preferenze superiore al 40%; almeno 28 seggi nel caso il presidente eletto abbia ottenuto una percentuale di preferenze compresa fra il 35% e il 40%, mentre se scende sotto il 35% verranno assegnati almeno 27 consiglieri. La legge prevede una soglia di sbarramento dell'8% per le coalizioni e le liste che si presentano da sole e del 4% per le liste che si presentano in coalizione.

## Candidati
I candidati alla Presidenza della Regione Puglia con le rispettive liste a sostegno nelle varie provincie della regione sono (in ordine alfabetico):
- Pierfranco Bruni, scrittore, sostenuto da Fiamma Tricolore[5];
- Nicola Cesaria, sostenuto dalla lista civica "Lavoro Ambiente Costituzione" che raggruppa Rifondazione Comunista, Partito Comunista Italiano e Risorgimento Socialista[6];
- Mario Conca, consigliere uscente della regione, sostenuto dalla lista civica "Cittadini Pugliesi - Mario Conca Presidente"[7];
- Andrea D'Agosto, sostenuto dalla lista "Riconquistare l'Italia"[8];
- Michele Emiliano, presidente uscente della regione, sostenuto da una coalizione di quindici liste: Partito Democratico, Senso Civico (che comprende Partito Repubblicano Italiano, I Social Democratici e Articolo 1), Emiliano Sindaco di Puglia, Con Emiliano, Popolari con Emiliano (che include Centro Democratico e Puglia Popolare), Puglia Solidale e Verde (che comprende Europa Verde, Sinistra Italiana e Partito Socialista Italiano), Italia in Comune, Pensionati e Invalidi, Partito Animalista Italiano, Partito del Sud, Sud Indipendente, Democrazia Cristiana, Sinistra Alternativa, I Liberali e Partito Pensiero e Azione[9];
- Raffaele Fitto, eurodeputato, ex presidente della regione tra il 2000 e 2005, sostenuto da una coalizione di centro-destra composta da: Lega, Fratelli d'Italia, Forza Italia, Unione di Centro assieme al Nuovo PSI e dalla lista civica "La Puglia Domani";
- Antonella Laricchia, consigliera uscente della regione, sostenuta dal Movimento 5 Stelle e dalla lista civica "Puglia Futura"[10];
- Ivan Scalfarotto, sottosegretario di Stato al ministero degli affari esteri e della cooperazione internazionale del governo Conte II, sostenuto da Italia Viva, dalla lista civica "Scalfarotto Presidente" (che comprende Azione e +Europa), e da un'altra lista civica, "Futuro Verde" (che comprende il Partito Liberale Italiano, Volt Italia e Alleanza Liberaldemocratica per l'Italia)[11].

### Presentazione delle candidature
Michele Emiliano, ex sindaco di Bari, è stato il primo ad ottenere una candidatura ufficiale il 12 gennaio 2020, dopo aver vinto con il 70% delle preferenze le primarie del centro-sinistra, distanziando nettamente il consigliere regionale Fabiano Amati (14,3%), l'ex europarlamentare Elena Gentile (12,1%), entrambi del Pd, e il sociologo indipendente Leonardo Palmisano (3,1%).
Il 23 gennaio viene ufficializzata anche la candidata del Movimento 5 Stelle, Antonella Laricchia, che vince il ballottaggio online con il consigliere Mario Conca con il 57% dei voti. Conca viene poi escluso dalla lista dei candidati consiglieri, e decide di portare avanti una sua candidatura alla guida della lista civica movimento Cittadini pugliesi.
Il 19 giugno 2020 Italia Viva candida Ivan Scalfarotto, con il supporto di Azione di Carlo Calenda e +Europa di Emma Bonino.
Il candidato del centrodestra viene ufficializzato il 22 giugno 2020, quando Lega, Fratelli d'Italia e Forza Italia trovano una convergenza sulla candidatura di Raffaele Fitto, che sarà sostenuto anche dall'Unione di Centro e da una lista civica personale La Puglia domani. La Lega aveva a lungo sostenuto la candidatura di Trifone Altieri prima di convergere sul candidato di Fratelli d'Italia.
Ai principali candidati si è aggiunto un candidato della destra nazionalista, lo scrittore Pierfranco Bruni, candidato del Movimento Sociale Fiamma Tricolore
Alla partita non rinuncia neanche la sinistra socialcomunista, che candida Nicola Cesaria sostenuto dalla lista "Lavoro, Ambiente, Costituzione", che unisce Partito della Rifondazione Comunista, Partito Comunista Italiano e Risorgimento Socialista.
È inoltre presente la lista “Riconquistare l'Italia” del Fronte Sovranista Italiano che candida l'avvocato Andrea D'Agosto.

## Sondaggi

### Candidato presidente
I sondaggi vengono pubblicati su una sezione apposita del sito del Governo italiano.
| Data                   | Fonte                                                          | Campione | Emiliano (CSX) | Fitto (CDX) | Laricchia (M5S) | Scalfarotto (IV-A-+E) | Conca (mCp) | Distacco |
| ---------------------- | -------------------------------------------------------------- | -------- | -------------- | ----------- | --------------- | --------------------- | ----------- | -------- |
| 4 settembre            | Lab2101 (archiviato dall'url originale il 4 settembre 2020).   | 608      | 30,2           | 30,9%       | 30,8%           | -                     | -           | 0,1%     |
| 4 settembre            | BiDiMedia.                                                     | 1325     | 40,2%          | 38,9%       | 14,3%           | 3,9%                  | 1,5%        | 1,3%     |
| 3 settembre            | SWG.                                                           | 1000     | 39%            | 40%         | 13%             | 5%                    | 1,5%        | 1%       |
| 28 agosto -1 settembre | Winpoll-Cise.                                                  | 1000     | 38,2%          | 39,6%       | 15,9%           | 4,7%                  | 1,6%        | 1,4%     |
| 27-29 agosto           | EMG.                                                           | 1200     | 38,5%          | 43,5%       | 12,5%           | 3%                    | 2,5%        | 5%       |
| 28 agosto              | Tecnè.                                                         | 2000     | 38%            | 41%         | 16%             | 4%                    | 2%          | 3%       |
| 3-6 agosto             | BiDiMedia.                                                     | 1353     | 38,8%          | 38,1%       | 16,7%           | 4,2%                  | 1,6%        | 0,7%     |
| 3-5 agosto             | EMG Aqua (archiviato dall'url originale il 27 settembre 2020). | 1800     | 37,5           | 43,5%       | 12%             | 5%                    | 2%          | 6%       |
| 27-31 luglio           | Gpf.                                                           | 1501     | 42,3%          | 37,9%       | 16,1%           | 2,1%                  | 0,3%        | 4,4%     |
| 9-14 luglio            | Lab2101 (archiviato dall'url originale il 18 luglio 2020).     | 603      | 34,5%          | 30,2%       | 31,1%           | 3,1%                  | 1,1%        | 4,3%     |
| 5-7 luglio             | Istituto Troisi Ricerche.                                      | ND       | 41,1%          | 37,6%       | 16,7%           | 4,2%                  | 0,4%        | 3,5%     |
| 29-30 giugno           | Euromedia Research.                                            | 1000     | 39,8%          | 37,8%       | 17,1%           | 3,6%                  | 1,7%        | 2%       |
| 25 giugno              | Noto.                                                          | ND       | 38%            | 45%         | 11%             | 4%                    | 2%          | 7%       |
| 20 febbraio            | MG Research.                                                   | 600      | 39%            | 31,5%       | 31,5%           | 3%                    | 3%          | 7,5%     |

## Affluenza
Il corpo elettorale per le elezioni del 20, 21 settembre 2020 risultava composto da 3.565.014 elettori. Alla chiusura dei seggi l'affluenza definitiva si è attestata al 56,43%, in aumento rispetto al 2015 del 5,24%.
| Provincia             | Affluenza | Variazione |
| --------------------- | --------- | ---------- |
| Puglia                | 56,43%    | 5,24%      |
| Bari                  | 56,87%    | 6,83%      |
| Brindisi              | 54,80%    | 0,81%      |
| Foggia                | 52,47%    | 3,90%      |
| Lecce                 | 58,12%    | 6,30%      |
| Taranto               | 55,75%    | 6,77%      |
| Barletta-Andria-Trani | 59,98%    | 4,16%      |

## Risultati
|                                                | Michele Emiliano ✔️ Presidente | 871 028   | 46,78 | Partito Democratico                           | 289 254   | 17,25 | 15 |  |  |
| Con Emiliano                                   | Michele Emiliano ✔️ Presidente | 871 028   | 46,78 | 110 566                                       | 6,59      | 6     |    |  |  |
| Popolari con Emiliano                          | Michele Emiliano ✔️ Presidente | 871 028   | 46,78 | 99 571                                        | 5,94      | 6     |    |  |  |
| Senso Civico - Un Nuovo Ulivo per la Puglia    | Michele Emiliano ✔️ Presidente | 871 028   | 46,78 | 69 796                                        | 4,16      | –     |    |  |  |
| Italia in Comune                               | Michele Emiliano ✔️ Presidente | 871 028   | 46,78 | 64 886                                        | 3,87      | –     |    |  |  |
| Puglia Solidale e Verde (LFDP - SI - EV - PSI) | Michele Emiliano ✔️ Presidente | 871 028   | 46,78 | 63 754                                        | 3,80      | –     |    |  |  |
| Emiliano Sindaco di Puglia                     | Michele Emiliano ✔️ Presidente | 871 028   | 46,78 | 43 414                                        | 2,59      | –     |    |  |  |
| Partito Animalista Italiano                    | Michele Emiliano ✔️ Presidente | 871 028   | 46,78 | 5 573                                         | 0,33      | –     |    |  |  |
| Sinistra Alternativa                           | Michele Emiliano ✔️ Presidente | 871 028   | 46,78 | 4 184                                         | 0,25      | –     |    |  |  |
| Pensionati e Invalidi Giovani Insieme          | Michele Emiliano ✔️ Presidente | 871 028   | 46,78 | 3 104                                         | 0,19      | –     |    |  |  |
| Partito del Sud - Meridionalisti Progressisti  | Michele Emiliano ✔️ Presidente | 871 028   | 46,78 | 1 410                                         | 0,08      | –     |    |  |  |
| PPA - Partito Pensiero e Azione                | Michele Emiliano ✔️ Presidente | 871 028   | 46,78 | 1 242                                         | 0,07      | –     |    |  |  |
| Sud Indipendente Puglia                        | Michele Emiliano ✔️ Presidente | 871 028   | 46,78 | 1 179                                         | 0,07      | –     |    |  |  |
| Democrazia Cristiana                           | Michele Emiliano ✔️ Presidente | 871 028   | 46,78 | 1 048                                         | 0,06      | –     |    |  |  |
| Società Aperta Associazione I Liberali         | Michele Emiliano ✔️ Presidente | 871 028   | 46,78 | 792                                           | 0,05      | –     |    |  |  |
|                                                | Raffaele Fitto                 | 724 928   | 38,93 | Fratelli d'Italia                             | 211 693   | 12,63 | 6  |  |  |
| Lega per Salvini Premier                       | Raffaele Fitto                 | 724 928   | 38,93 | 160 507                                       | 9,57      | 4     |    |  |  |
| Forza Italia                                   | Raffaele Fitto                 | 724 928   | 38,93 | 149 399                                       | 8,91      | 4     |    |  |  |
| La Puglia Domani                               | Raffaele Fitto                 | 724 928   | 38,93 | 141 174                                       | 8,42      | 4     |    |  |  |
| Unione di Centro - Nuovo PSI                   | Raffaele Fitto                 | 724 928   | 38,93 | 31 736                                        | 1,89      | –     |    |  |  |
|                                                | Antonella Laricchia            | 207 038   | 11,12 | Movimento 5 Stelle                            | 165 243   | 9,86  | 5  |  |  |
| Puglia Futura - Laricchia Presidente           | Antonella Laricchia            | 207 038   | 11,12 | 9 896                                         | 0,59      | –     |    |  |  |
|                                                | Ivan Scalfarotto               | 29 808    | 1,60  | Italia Viva                                   | 18 030    | 1,08  | –  |  |  |
| Scalfarotto Presidente                         | Ivan Scalfarotto               | 29 808    | 1,60  | 5 059                                         | 0,30      | –     |    |  |  |
| Futuro Verde (Volt - PLI - ALI)                | Ivan Scalfarotto               | 29 808    | 1,60  | 1 889                                         | 0,11      | –     |    |  |  |
|                                                | Mario Conca                    | 16 531    | 0,89  | Cittadini Pugliesi - Conca Presidente         | 12 164    | 0,73  | –  |  |  |
|                                                | Nicola Cesaria                 | 7 222     | 0,39  | Lavoro Ambiente Costituzione (PRC - PCI - RS) | 5 878     | 0,35  | –  |  |  |
|                                                | Pierfranco Bruni               | 3 115     | 0,17  | Fiamma Tricolore                              | 2 362     | 0,14  | –  |  |  |
|                                                | Andrea D'Agosto                | 2 353     | 0,13  | Riconquistare l'Italia                        | 1 712     | 0,10  | –  |  |  |
| Totale                                         | Totale                         | 1 862 023 | 100   |                                               | 1 676 515 | 100   | 50 |  |  |
|                                                |                                |           |       |                                               |           |       |    |  |  |
| Schede bianche                                 | Schede bianche                 | 90 492    | 4,50  |                                               |           |       |    |  |  |
| Schede nulle                                   | Schede nulle                   | 59 166    | 2,94  |                                               |           |       |    |  |  |
| Votanti                                        | Votanti                        | 2 011 681 | 56,43 |                                               |           |       |    |  |  |
| Elettori                                       | Elettori                       | 3 565 014 |       |                                               |           |       |    |  |  |
|                                                |                                |           |       |                                               |           |       |    |  |  |
| Fonte: Ministero dell'interno                  |                                |           |       |                                               |           |       |    |  |  |

1. ↑  Include Centro Democratico, Puglia Popolare e dissidenti dell'UDC
2. ↑  Include Articolo Uno, Partito Repubblicano Italiano, Iniziativa Democratica per la Puglia e I Social Democratici
3. ↑  Include Italia dei Valori
4. ↑  Include Noi con l'Italia ( cfr..)
5. ↑  Include Sud in Testa ( cfr..) e Movimento Regione Salento
6. ↑  Include Lega d'Azione Meridionale
7. ↑  Include Azione e +Europa
8. ↑  Include Italexit e Agiamo
9. ↑  Lista non presente nella circoscrizione di Barletta-Andria-Trani.
10. ↑  Lista non presente nelle circoscrizioni di Barletta-Andria-Trani, Foggia e Taranto.

## Consiglieri eletti
| Collegio                                | Lista                 | Eletto                   | Preferenze |
| --------------------------------------- | --------------------- | ------------------------ | ---------- |
| Circoscrizione di Bari                  | Partito Democratico   | Francesco Paolicelli     | 23.007     |
| Circoscrizione di Bari                  | Partito Democratico   | Anna Maurodinoia         | 19.815     |
| Circoscrizione di Bari                  | Partito Democratico   | Lucia Parchitelli        | 15.841     |
| Circoscrizione di Bari                  | Con Emiliano          | Pietro Luigi Lopalco     | 14.676     |
| Circoscrizione di Bari                  | Popolari con Emiliano | Giovanni Francesco Stea  | 8.754      |
| Circoscrizione di Bari                  | Fratelli d'Italia     | Ignazio Zullo            | 9.945      |
| Circoscrizione di Bari                  | Lega Salvini Puglia   | Davide Bellomo           | 8.590      |
| Circoscrizione di Bari                  | Forza Italia          | Stefano Lacatena         | 8.885      |
| Circoscrizione di Bari                  | La Puglia Domani      | Saverio Tammacco         | 12.895     |
| Circoscrizione di Bari                  | Movimento 5 Stelle    | Antonella Laricchia      | 7.658      |
| Circoscrizione di Barletta-Andria-Trani | Partito Democratico   | Filippo Caracciolo       | 11.942     |
| Circoscrizione di Barletta-Andria-Trani | Partito Democratico   | Debora Ciliento          | 6.977      |
| Circoscrizione di Barletta-Andria-Trani | Partito Democratico   | Ruggero Mennea           | 5.811      |
| Circoscrizione di Barletta-Andria-Trani | Con Emiliano          | Giuseppe Tupputi         | 3.104      |
| Circoscrizione di Barletta-Andria-Trani | Popolari con Emiliano | Francesco La Notte       | 1.910      |
| Circoscrizione di Barletta-Andria-Trani | Fratelli d'Italia     | Francesco Ventola        | 9.248      |
| Circoscrizione di Barletta-Andria-Trani | Movimento 5 Stelle    | Grazia Di Bari           | 3.961      |
| Circoscrizione di Brindisi              | Partito Democratico   | Fabiano Amati            | 10.407     |
| Circoscrizione di Brindisi              | Partito Democratico   | Maurizio Bruno           | 3.928      |
| Circoscrizione di Brindisi              | Con Emiliano          | Alessandro Antonio Leoci | 2.019      |
| Circoscrizione di Brindisi              | Popolari con Emiliano | Mauro Vizzino            | 7.422      |
| Circoscrizione di Brindisi              | Fratelli d'Italia     | Luigi Caroli             | 6.642      |
| Circoscrizione di Foggia                | Partito Democratico   | Raffaele Piemontese      | 21.199     |
| Circoscrizione di Foggia                | Partito Democratico   | Paolo Francesco Campo    | 4.282      |
| Circoscrizione di Foggia                | Con Emiliano          | Antonio Tutolo           | 7.604      |
| Circoscrizione di Foggia                | Popolari con Emiliano | Sergio Clemente          | 2.601      |
| Circoscrizione di Foggia                | Fratelli d'Italia     | Giovanni De Leonardis    | 7.671      |
| Circoscrizione di Foggia                | Lega Salvini Puglia   | Joseph Splendido         | 5.827      |
| Circoscrizione di Foggia                | Forza Italia          | Giacomo Diego Gatta      | 9.909      |
| Circoscrizione di Foggia                | La Puglia Domani      | Paolo Soccorso Dell'Erba | 6.971      |
| Circoscrizione di Foggia                | Movimento 5 Stelle    | Rosa Barone              | 3.644      |
| Circoscrizione di Lecce                 | Partito Democratico   | Donato Metallo           | 16.847     |
| Circoscrizione di Lecce                 | Partito Democratico   | Loredana Capone          | 13.908     |
| Circoscrizione di Lecce                 | Con Emiliano          | Alessandro Delli Noci    | 17.201     |
| Circoscrizione di Lecce                 | Popolari con Emiliano | Sebastiano Giuseppe Leo  | 10.976     |
| Circoscrizione di Lecce                 | Fratelli d'Italia     | Antonio Maria Gabellone  | 11.737     |
| Circoscrizione di Lecce                 | Lega Salvini Puglia   | Gianfrancesco De Blasi   | 8.608      |
| Circoscrizione di Lecce                 | Forza Italia          | Paride Mazzotta          | 5.457      |
| Circoscrizione di Lecce                 | La Puglia Domani      | Paolo Pagliaro           | 9.245      |
| Circoscrizione di Lecce                 | Movimento 5 Stelle    | Cristian Casili          | 6.127      |
| Circoscrizione di Taranto               | Partito Democratico   | Donato Pentassuglia      | 10.253     |
| Circoscrizione di Taranto               | Partito Democratico   | Vincenzo Di Gregorio     | 4.531      |
| Circoscrizione di Taranto               | Partito Democratico   | Michele Mazzarano        | 4.378      |
| Circoscrizione di Taranto               | Con Emiliano          | Gianfranco Lopane        | 6.671      |
| Circoscrizione di Taranto               | Popolari con Emiliano | Massimiliano Stellato    | 4.272      |
| Circoscrizione di Taranto               | Fratelli d'Italia     | Renato Perrini           | 10.185     |
| Circoscrizione di Taranto               | Lega Salvini Puglia   | Giacomo Conserva         | 5,264      |
| Circoscrizione di Taranto               | Forza Italia          | Vito De Palma            | 3.667      |
| Circoscrizione di Taranto               | La Puglia Domani      | Antonio Paolo Scalera    | 5.462      |
| Circoscrizione di Taranto               | Movimento 5 Stelle    | Marco Galante            | 2.301      |